# Fešák Hubert
Pour plus de détails, voir Fiche technique et Distribution.
Fešák Hubert (littéralement en français Le Bel Hubert), est un  film tchécoslovaque réalisé par Ivo Novák sorti en 1985.
Le film, qui met en vedette Karel Heřmánek (cs), se déroule au début des années 1930, pendant la Grande Dépression.

## Synopsis
Le bel Hubert, de son vrai nom Hubert Hrabě, est un homme typique de Žižkov. Il évite le travail, mais veille à ne pas avoir d'ennuis avec la justice. Ses fraudes sont à la limite de la légalité. Il est poursuivi par l'inspecteur de police Mourek, qui veut le mettre en prison. Il impute son échec à des lois imparfaites et n'hésite pas à faire chanter les lanceurs d'alerte pour le mettre hors de lui. Cependant, l'entrepreneur de pompes funèbres Eman révèle à Hubert sa coopération forcée avec la police. Hubert considère cela comme une erreur et veut « abattre » Mourek – pour le rendre complètement inutilisable.
Il y parvient finalement grâce à l'aide de ses amis. Mourek est suspendu et muté. Avant d'être muté, il organise une dernière chasse à Hubert. Mais Hubert parvient astucieusement à lui échapper dans un cercueil préparé pour son ami décédé du cirque.

## Fiche technique
- Titre : Fešák Hubert
- Réalisation : Ivo Novák
- Scénario : Ivo Novák, Pavel Hanuš (cs)
- Photographie : Richard Valenta
- Montage : Josef Hrabusicky
- Musique : Petr Hapka
- Costumes : Svatava Sophová
- Son : František Fabián
- Société de production : Studios Barrandov
- Pays d'origine :  Tchécoslovaquie
- Genre : Comédie dramatique, Film policier
- Dates de sortie :
  -  Tchécoslovaquie : 1er juin 1985

## Distribution
- Karel Heřmánek : Hubert Hrabě, dit Fešák
- Petr Kostka (cs) : l'inspecteur de police Mourek
- Josef Somr : le propriétaire de l'arène de lutte Franta Pašek
- Pavel Zedníček : Eman Wurm, l'entrepreneur de pompes funèbres
- Otto Lackovič : le policier Skákal
- Pavel Nový : le portier de l'hôtel Karel Myšička, dit Kadlouš
- Jan Teplý : l'officier de police néerlandais
- Zora Ulla Keslerová : la fleuriste Růža Nejedlová, fille d'Hubert
- Lubomír Lipský : le majordome Franc
- Evelyna Steimarová : Pašková, l'épouse de Franc
- Lubomír Kostelka : le détective privé Lada Špirk
- Jiří Holý : Bohumil Kropas, directeur du Conseil des banques de l'Union
- Viktor Maurer : l'usurier Osvald Lón
- Jana Šulcová : Irma, la femme de Kropas
- Zdeněk Srstka : le lutteur Švarc
- Laďka Kozderková : la masseuse Madlenka Čuříková, fiancée d'Eman
- Josef Patočka : Grand-père Pašek
- Nelly Gaierová : la baronne Bramberková
- Vlastimil Fišar : Commissaire, supérieur de Mourk
- Václav Sloup : le voleur Eda
- Renata Honzovičová : la mariée Helenka Sojková
- Vladimír Hrabánek : le boucher Hrych
- Miriam Kantorková : Merenda, le voisin
- Vlastimil Zavřel : le marié Karel Čerepatka
- Míla Myslíková : la mère du marié
- Rudolf Vodrážka : le père du marié
- Olga Michálková : la mère de la mariée
- Karel Bělohradský : le père de la mariée
- Vladimír Hrubý : un pêcheur de crustacés
- Jan Kotva : un journaliste
- Václav Kotva : un journaliste
- Jiří Lír : l'oncle durant le mariage
- Dáša Neblechová : la tante durant le mariage
- Věra Kalendová : la propriétaire Růži
- Jitka Zelenohorská : la femme curieuse du judas
- Karel Engel : un lutteur
- Stanislav Litera : Pepík
- Jiří Krytinář : Ferda-Sirky-Evropa
- Jan Kreidl : un garçon
- Karel Hábl : l'amant de madame Kropasové
- Zdeněk Srstka : le lutteur Švarc
- Lenka Machoninová : la femme de ménage
- Jan Cmíral : un serveur
- Taťana Puttová : la cuisinière
- Pavla Severinová : la serveur au bar
- Zdeněk Skalický : un fabricant
- Eugen Jegorov : un musicien
- Vladimír Klusák : un musicien